# Lamine Benomar
Pour les articles homonymes, voir Benomar.
Lamine Benomar est un ingénieur et homme politique marocain né à Souk Sebt, province de Fkih Ben Salah au Maroc.

## Biographie
Lamine Benomar est ingénieur de l'École nationale des ponts et chaussées et de l'Ecole Hassania des Travaux Publics. Entre 1995 et 1997, il est ministre délégué auprès du Premier ministre, chargé de l'Habitat dans le gouvernement Filali II. Il a également été député et président du groupe parlementaire PND (Parti démocrate national, parti actuellement disparu) à la chambre basse marocaine.
Il occupe actuellement le poste de Wali de Dakhla - Oued Dahab et gouverneur de Oued Dahab.
Il a également occupé plusieurs postes au ministère des Travaux publics.